# مسرح قصير
قدم المسرح القصير تاريخًا طويلًا منذ القرن الخامس عشر وحتى القرن الحالي تحت مسميات مختلفة، ومن خلال أشكال متعددة مثل الأغنية القصيرة والمشهد القصير والمسرحية القصيرة والشعبيات ورقصة المهرجين والنكتة الساخرة والنوع القصير والمدح والمهزلة الشعبية الدرامية والأوبريت والمهزلة الشعبية القصيرة والفاصل التمثيلي والرقصة الدرامية والفصول الدرامية والمسرحيات الدينية والمهزلة الدرامية وفصول نهايات الحفل.  واستمر هذا التواجد للأشكال المسرحية القصيرة على مر القرون، على الرغم من اختلاف آراء النقاد وأذواق الجمهور، بداية من لوبي دي رويدا ووصولًا إلى جونثاليث ديل كاستييو وفرانثيسكو نييبا وخوسيه لويس ألونسو دي سانتوس. ومن الجدير بالذكر أن هناك بعض القطاعات في النقد الأخلاقي والنخبوي كانت قد أظهرت في كثير من الأحيان نفورًا أو إعراضًا عن هذه الأشكال المسرحية. ومع نهايات القرن العشرين، بدأ يلاحظ حدوث تغير واضح في موقف النقاد، حيث أن بعض هذه الأنواع، التي اعتبرت في بعض الأحيان هزيلة أو دون المستوى، بدأت تحظى بتقدير المفكرين والكتاب الأكثر شهرة ومكانة، وقد اعتبروها كذلك جزءًا هامًا في تاريخ المسرح الإسباني.

## مراحل تطور المسرح القصير
يمكن تمييز تاريخ المسرح القصير بخمس مراحل، تتميز كل منها بخصائص مختلفة. وتصنف هذه المراحل كالآتي:
1. مرحلة النشأة أو النهضة، التي قد تكون بدأت بخوان ديل إنثينا واستمرت حتى لوبي دي رويدا، ووصلت إلى ذروتها مع ميجيل دي ثيربانتس.
2. مرحلة النضوج أو الباروك، التي تميزت بأوج وازدهار الأنواع القصيرة في الإطار اللامع للحفلات المسرحية في القرن السابع عشر. ويبرز من بين هؤلاء الكتاب البارزين في هذه المرحلة كل من لويس كينيونيس دي بينابنتي وبيدرو كالديرون دي لا باركا.[6][7][8]
3. مرحلة القرن الثامن عشر والتي تتميزت بالتأثير النيوكلاسيكي في المسرح الباروكي، سواء في المسرحيات الكبيرة أو القصيرة، والتي ساعدت في إعادة إحياء نوع كان في طور الاختفاء، وكان ذلك بفضل بعض الرموز أمثال دييجو دي توريس بيارويل ورامون دي لا كروث وخوان إيجناثيو جونثاليث ديل كاستييو وسيباستيان باثكيث بين آخرين.[9]
4. مرحلة آواخر القرن التاسع عشر وبدايات القرن العشرين، وكانت مع دخول النوع القصير ومع الارتباط الكلي لهذه الأنواع القصيرة بالمسرح الموسيقي، حيث أن التلازم والتناسق التام بين النص والموسيقى أصبح ملمحًا من الملامح المميزة للمسرح القصير منذ نشأته.
5. المرحلة المعاصرة وامتدت على مدار القرن العشرين، وكانت كنتيجة لعملية إعادة الرسم أو التخطيط المسرحي. وظهر من بين الكتاب الأكثر تجديدًا كل من خاثينتو بينابينتي ورامون ماريا ديل بايي إنكلان وفيديريكو جارثيا لوركا ووصولًا إلى خيرونيمو لوبيث موثو ونييبا وآخرين، وقاموا باسترجاع الأشكال القديمة للأنواع القصيرة ومعها الروح الكرنفالية الخاصة بمرحلة النشأة. وغيرت أعمال الكثير من هؤلاء الكتاب أمثال رفائيل جوردون وكارمن ريسينو طبيعة المسرح القصير وأحدث به تغيرًا جوهريًا ملحوظًا.[10]